# 洪性宇 (1941年)
洪性宇（韓語：홍성우，1941年2月20日—2021年12月2日），男，本贯南阳洪氏，韩国政治人物，曾任国会议员。

## 生平
1941年生于京畿道安城。1958年从安城农业高等学校毕业后，考入庆熙大学。1961年出演话剧出道，1963年在电影中首次亮相。1970年代，出演东洋广播电视剧《上门女婿》。1979年至1988年，担任第10至12届大韩民国国会议员。2021年12月2日在济州大学医院逝世。